# 마리아마 야망카
마리아마 야망카(독일어: Mariama Jamanka, 1990년 8월 23일~)는 독일의 봅슬레이 선수이다. 2018년 동계 올림픽 봅슬레이 여자 2인승에서 리자 부크비츠와 함께 독일 대표로 출전해 금메달을 획득하였다.

## 경력
1990년 8월 23일 독일 베를린에서 태어났다. 본래 원반던지기와 해머던지기를 주력종목으로 삼던 육상선수였지만 2013년에 봅슬레이 선수로 전직하였다. 2015-16 시즌부터 봅슬레이 월드컵에 출전하였다. 2017년 1월에는 독일 빈터베르크에서 열린 봅슬레이 스켈레톤 유럽 선수권대회에서 안니카 드라체크와 함께 우승을 거머쥐었다. 이후 쾨닉세에서 열린 IBSF 세계 선수권대회 혼성팀 종목에도 독일대표로 출전해 은메달을 따는 데 기여하였다.
2018년 평창 동계올림픽을 앞두고 독일 대표코치 레네 스피스는 2인승 여자팀의 선두를 변경해 드라체크는 스테파니 슈나이더와 함께하게 되었고, 야망카는 슈나이더와 팀을 이끌던 리자 부크비츠와 발맞추게 되었다. 슈나이더와 드라체크는 이번 평창올림픽에서 가장 떠오르는 독일팀으로 주목받고 있었다. 하지만 2월 21일 본경기 결과 야망카 팀이 1위를 차지해, 2006년 토리노 올림픽 이후 첫 여자 2인승 금메달을 고국에 안겼으며, 슈나이더 팀은 대회 도중 부상으로 4위에 머무르게 되었다.